# コビア (潜水艦)
コビア (英: USS Cobia, SS/AGSS-245) はアメリカ海軍の潜水艦。ガトー級。艦名は温水域に生息するスギ科スギ属の単一種スギの英名に因む。

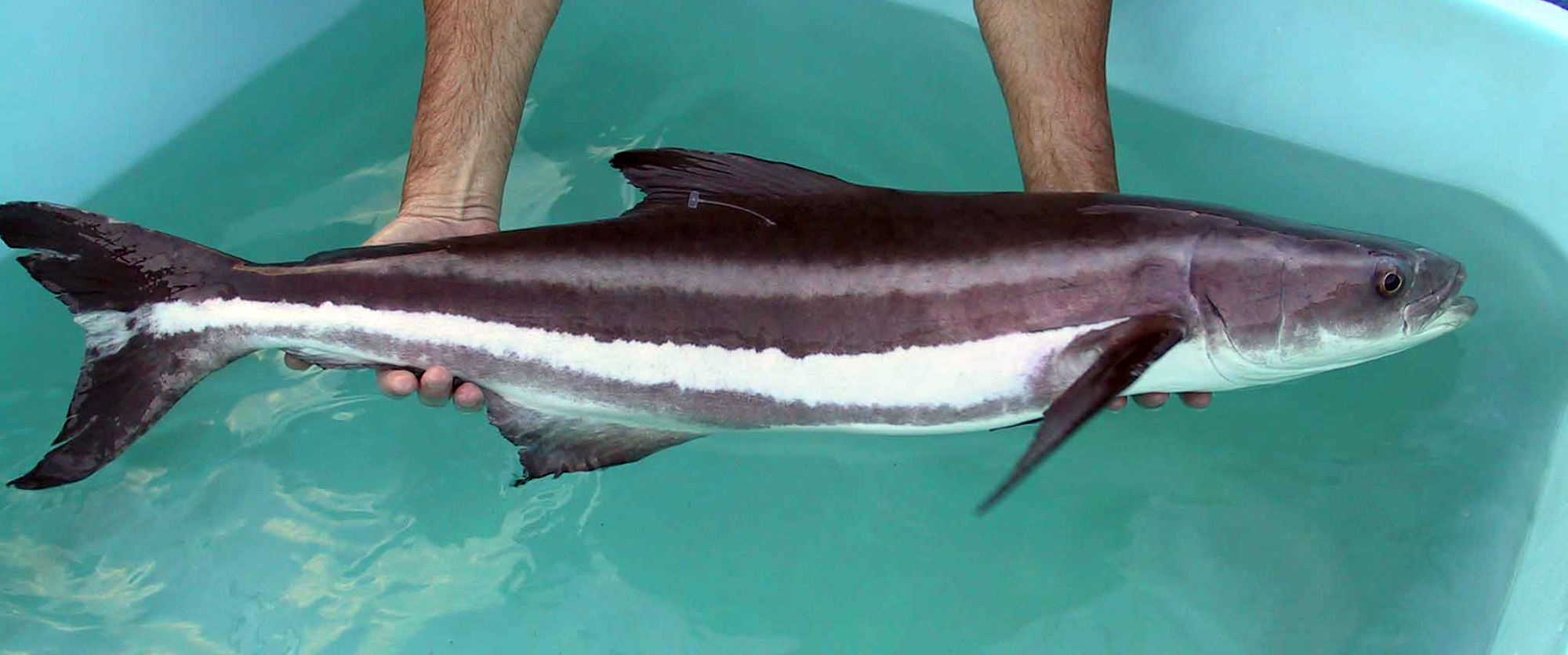
スギ（Cobia）

## 艦歴
「コビア」は1943年3月17日にコネチカット州グロトンのエレクトリック・ボート社で起工する。11月28日にC・W・マグルーダー夫人によって進水し、艦長アルバート・L・ベッカー少佐（アナポリス1934年組）の指揮下1944年3月29日に就役する。就役後ニューロンドンを出航し、6月3日に真珠湾に到着する。

### 第1の哨戒 1944年6月 - 8月
6月26日、「コビア」は最初の哨戒で小笠原諸島に向かった。7月6日夜、北緯28度25分 東経151度46分 / 北緯28.417度 東経151.767度の地点で400トン級特設監視艇を発見し、浮上砲戦で撃沈した。7月9日朝には、北緯24度52分 東経141度18分 / 北緯24.867度 東経141.300度の硫黄島近海で未確認艦船と「吹雪型駆逐艦」を発見し、魚雷を1本だけ発射したが命中しなかった。7月13日朝、北緯27度27分 東経140度32分 / 北緯27.450度 東経140.533度の地点で輸送船団を発見し、魚雷を3本発射。魚雷は海軍徴傭船「大慈丸」（大阪商船、2,813トン）に1本が命中し、間もなく沈没した。7月18日未明、北緯29度15分 東経139度05分 / 北緯29.250度 東経139.083度の地点で「コビア」のレーダーは一つの目標を探知する。接敵の末に魚雷を4本発射し、2本を特設運送船「第十雲海丸」（中村汽船、851トン）に命中させて撃沈した。「第十雲海丸」は、硫黄島行きの第3714船団から遅れて追及中だった。「プライス (USS Plaice, SS-390) 」からの情報により、第3714船団の本隊らしい目標が東にあること教えられ、折からのスコールの中を追跡した。やがて7時ごろに北緯28度40分 東経139度25分 / 北緯28.667度 東経139.417度の地点で第3714船団に追いついた「コビア」は、艦首発射管から魚雷を6本、艦尾発射管から魚雷を4本それぞれ発射し、魚雷は陸軍輸送船「日秀丸」（日産汽船、7,785トン）の船尾に命中して、搭載していた28両の戦車、兵員の装備品とともに沈んだ。7月20日夜、「コビア」は北緯28度06分 東経141度32分 / 北緯28.100度 東経141.533度の地点で3つの目標を探知し、魚雷を2本発射したが命中せず、次いで砲撃戦に移る。そのうちの一隻が衝突し「コビア」は船体を小破しつつも、海軍徴傭船「第三郵船丸」（郵船近海機船、193トン）と小型輸送船2隻を撃沈した。8月には入るまでの間はピンタド (USS Pintado, SS-387) 、シャーク (USS Shark, SS-314) およびガトー (USS Gato, SS-212) からの船団接触情報に基づいて哨戒を続けるも、目標は見当たらなかった。8月5日未明、「コビア」は北緯27度09分 東経142度33分 / 北緯27.150度 東経142.550度の地点で「500トン級哨戒艇」を発見し、魚雷を2本発射して1本が命中。この攻撃で海軍徴傭船「弥生丸」（図南汽船、495トン）を撃沈し、生存者を「コビア」最初の捕虜とした。8月14日、49日間の行動を終えてマジュロに帰投した。

### 第2、第3の哨戒 1944年9月 - 1945年1月
9月6日、「コビア」は2回目の哨戒でスヌーク (USS Snook, SS-279) およびポンフレット (USS Pomfret, SS-391) とウルフパックを構成し、ルソン海峡に向かった。9月13日から15日までサイパン島タナパグ湾で補給を行い、9月19日に哨戒海域に到着。しかし、日本軍機の再三の攻撃にあい、そのたびに任務は中断した。10月22日、僚艦が撃沈した日本船の2名の生存者、「サトウ」と「テラダ」を救助する。この哨戒において攻撃機会は一つもなかった。11月5日、57日間の行動を終えてフリーマントルに帰投した。
11月30日、「コビア」は3回目の哨戒でアングラー (USS Angler, SS-240) とともに南シナ海へ向かった。12月12日から1945年1月8日までバラバク海峡と、その近海で哨戒を行った。1月14日午後、コビアは北緯05度51分 東経103度16分 / 北緯5.850度 東経103.267度の地点で敷設艇「由利島」を発見し、魚雷を5本発射して1本を由利島の艦橋下に命中させて撃沈した。「コビア」は戦果を撮影するため浮上したが、日本軍の爆撃機により潜行を強いられる。翌日、筏で40日間漂流していた日本兵二人を救助した。1月24日、54日間の行動を終えてフリーマントルに帰投した。

### 第4の哨戒 1945年2月 - 4月
2月18日、「コビア」は4回目の哨戒でカイマン (USS Caiman, SS-323) とともにジャワ海、南シナ海に向かった。しかし、2月21日夜にエンジンルームで事故が発生し、負傷者が出たため哨戒を中断してエクスマウス湾に向かう。エクスマウス湾で負傷者を上陸させたのち、哨戒を再開。2月26日午後、南緯06度07分 東経114度06分 / 南緯6.117度 東経114.100度のジャワ海を航行中に2隻の300トン級海上トラックに遭遇し、砲撃を開始する。2隻は機銃で抵抗し、「コビア」はレーダーを損傷。また、機銃装填手のラルフ・クラーク・ヒューストンが被弾して翌2月27日に戦死し、乗員で唯一の戦死者となった。2隻を沈め、ヒューストンを南緯06度02分 東経114度00分 / 南緯6.033度 東経114.000度の地点で水葬に付した後「コビア」は哨戒を中断し、3月4日にフリーマントルに一時帰投。3月8日まで修理を受け、その後ジャワ海で任務を再開した。3月14日午後、コビアは南緯05度40分 東経114度14分 / 南緯5.667度 東経114.233度の地点で2隻の小型輸送船を含む5隻の輸送船団を発見し、魚雷を4本発射するも命中した様子はなかった。3月21日に、ブレニー (USS Blenny, SS-324) およびバヤ (USS Baya, SS-318) と合流してウルフパックを構成し、3月24日にはガヴィナ (USS Guavina, SS-362) を、3月27日にロック (USS Rock, SS-274) をそれぞれウルフパックに加えてインドシナ半島方面で哨戒を行った。3月30日未明には北緯11度49分 東経109度21分 / 北緯11.817度 東経109.350度の地点でセイルボートを発見し、魚雷を1本だけ発射したが命中しなかった。4月8日午後、「コビア」は2機のP-38 ライトニングと1機のPBY カタリナが旋回しているのを目撃する。3機の下には不時着水した陸軍爆撃機のクルー7名がおり、コビアは7名を救助した。クルーの一人、ジャン・バンダルフはHBOの『バンド・オブ・ブラザース』でこの救助について語っている。4月15日、51日間の行動を終えてスービック湾に帰投した。

### 第5、第6の哨戒 1945年5月 - 8月
5月9日、「コビア」は5回目の哨戒でタイランド湾に向かった。5月14日、北緯09度53分 東経101度44分 / 北緯9.883度 東経101.733度の地点でハッチェンからシンガポールに向かっていた陸軍輸送船「鳥取丸」（日本郵船、5,973トン）と護衛の敷設艦「初鷹」を発見した。「コビア」は「鳥取丸」に向けて魚雷を5本発射したが命中しなかった。「コビア」は浅海が多く潜航避退には少々難がある海域にもかかわらず、潜航して避退しようとした。そこへ「初鷹」による爆雷攻撃を受け、魚雷発射管が一部故障し、電気系統にもダメージを受けた。「コビア」は応急修理の後哨戒を続行し、ハンマーヘッド (USS Hammerhead, SS-364) に後事を託した。「ハンマーヘッド」は翌5月15日未明に「鳥取丸」を撃沈し、その様子を間接的に観察していた「コビア」は「鳥取丸」の生存者を救助した。5月30日には北緯10度12分 東経99度14分 / 北緯10.200度 東経99.233度の地点で75トン級ジャンクとトロール船に対して砲撃を行い、ジャンクを撃沈した。6月8日、北緯08度56分 東経105度37分 / 北緯8.933度 東経105.617度の地点で3つの目標を探知する。まず艦尾発射管から魚雷を4本、艦首発射管から魚雷を6本それぞれ発射し、最初の目標である「10,000トン級タンカー」に不発の1本を含む3本が命中して撃沈したと判定され。二番目の目標に対しても魚雷を3本発射し、3本すべてが命中して目標は沈没。残る目標対して魚雷を4本発射したが命中せず、二番目の目標が沈没すると周囲には暗闇が戻ったと記録された。一連の攻撃で、特設運送艦「白沙」（元中華民国監視船福星、3,841トン）を撃沈した。6月18日、40日間の行動を終えてフリーマントルに帰投。艦長がフレデリック・N・ルッセル少佐（アナポリス1939年組）に代わった。
7月18日、「コビア」は6回目の哨戒で南シナ海に向かった。7月27日、ジャワ島沿岸に情報活動部隊を上陸させた後、台湾方面の支援活動に終戦まで従事する。終戦により任務を終え、8月22日にサイパン島へ帰投した。

### 戦後

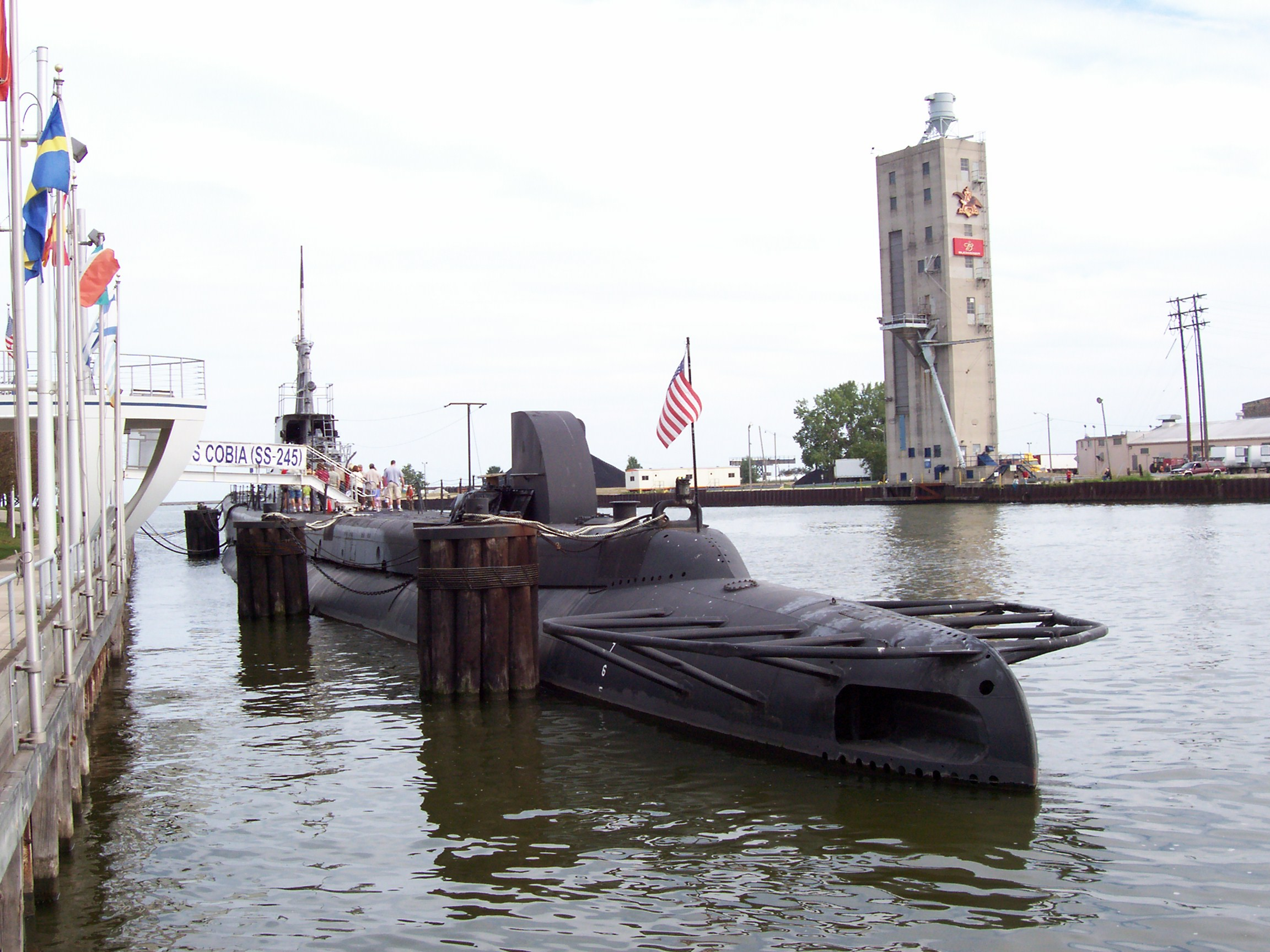
艦尾から見た記念艦コビア（2006年）

「コビア」は真珠湾、ニューヨークを経てニューロンドンに凱旋し、1946年5月22日にニューロンドンで予備役となる。1951年7月6日に再就役し、ニューロンドンで予備役兵および潜水艦学校の訓練生の訓練に当たる。1953年10月29日にポーツマス海軍造船所入りし、オーバーホールの後ニューロンドンに曳航される。1954年3月14日に大西洋予備役艦隊入りする。
1959年までに海軍は、「コビア」を展開可能な旧式艦としてウィスコンシン州ミルウォーキーの海軍予備役センターへ移動させた。続く11年に渡って「コビア」は訓練プラットフォームとして使用された。1962年12月1日に AGSS-245 （実験潜水艦）へ艦種変更され、1970年7月1日に除籍された。
「コビア」はマニトワックに曳航され、1970年8月17日から潜水艦乗組員のメモリアルとして公開された。1986年にウィスコンシン海事博物館に組み入れられ、アメリカ合衆国国定歴史建造物およびアメリカ合衆国国家歴史登録財に指定された。現在はマニトワック川河口に係留され展示されている。
「コビア」は常時細かく手入れされ、主エンジンや通信装置、初期型SJレーダーを含め、ほとんどの運用システムが良好な状態に保たれている。特にこの初期型SJレーダーは、世界で最も古いレーダー装置の一つに部類される。
「コビア」の6度の哨戒のうち、第1、第3、第4、第5が成功として記録された。第二次世界大戦の戦功で4個の従軍星章を受章し、撃沈した艦艇の総トン数は16,835トンに上る。